# George Matthew Adams

George Matthew Adams

George Matthew Adams (ngày 23 tháng 8 năm 1878 - ngày 29 tháng 10 năm 1962) là một người phụ trách chuyên mục báo chí và là người sáng lập dịch vụ báo mang tên Matthew George Adams chuyên cung cấp thông tin minh họa bằng truyện tranh cho báo chí trong vòng hơn năm thập kỷ. Các bài viết của ông được lưu hành rộng rãi trên tạp chí Gettysburg The Times và nhiều tờ báo khác. Adams sinh ra tại Saline, Michigan, Hoa Kỳ vào năm 1907, George Matthew Adams tung ra dịch vụ báo Adams, chuyên trang xuất hiện và bán chạy. Trong thập niên 1910, tạp chí Adams đã được bán phổ biến. Ông đã góp công trong việc phổ biến một loại hình phụ trương báo chí hiện đại thông qua việc sử dụng tốt hình ảnh, tranh ảnh để minh họa cho báo chí.

## Tác phẩm
Ông viết tác phẩm "không có gì là không thể" nêu lên quan điểm về sự thành công. Không gì là không thể của George Matthew Adams đã dần trở thành người bạn đồng hành của rất nhiều người. Những triết lý đơn giản nhưng sâu sắc và hữu dụng đã góp phần giúp rất nhiều người đạt được thành công như họ mong đợi. Với những bí quyết như: "Không có giới hạn nào trong tư duy của con người ngoài những giới hạn do chính con người đặt ra. Và như vậy chắc chắn rằng hành trình tìm kiếm thành công ở ngay trong bản thân mỗi người".
Với những luận giải và cách viết khéo léo nhưng sâu sắc về các chủ đề xoay quanh nhân cách cũng như cách hành xử, giao tiếp của con người như Sự chân thành, Lòng dũng cảm, Khả năng lãnh đạo, Sự ích kỷ, Lòng đố kỵ... ông đã thông điệp sâu sắc về các mặt của những tính cách này. Ngoài ra, cả những chủ đề không thuộc về tính tình, nhưng vẫn liên quan ít nhiều và góp phần làm nên sự thành công trong giao tiếp như Trang phục, Sách, Nét mặt... hay những chủ đề về các mối quan hệ trong cuộc sống của con người như Bạn bè, Người mẹ... cũng được trình bày một cách thú vị và sâu sắc dưới góc nhìn của tác giả. Mỗi một chủ đề được đặt trong cách kể chuỵên khác nhau, có khi đó là một ví dụ minh họa có thật, có khi là triết lý cùng những phân tích kèm theo.

## Câu nói
| “ | Anh khen ngợi một người khác thì chính bản thân anh đã giàu có hơn người mà anh khen rất nhiều. Khen ngợi là sự đầu tư của hạnh phúc. Một người nghèo nhất vẫn có cái gì đó để ban tặng mà nhũng người giàu có không thể mua được | ” |